# Камалов, Фома Георгиевич

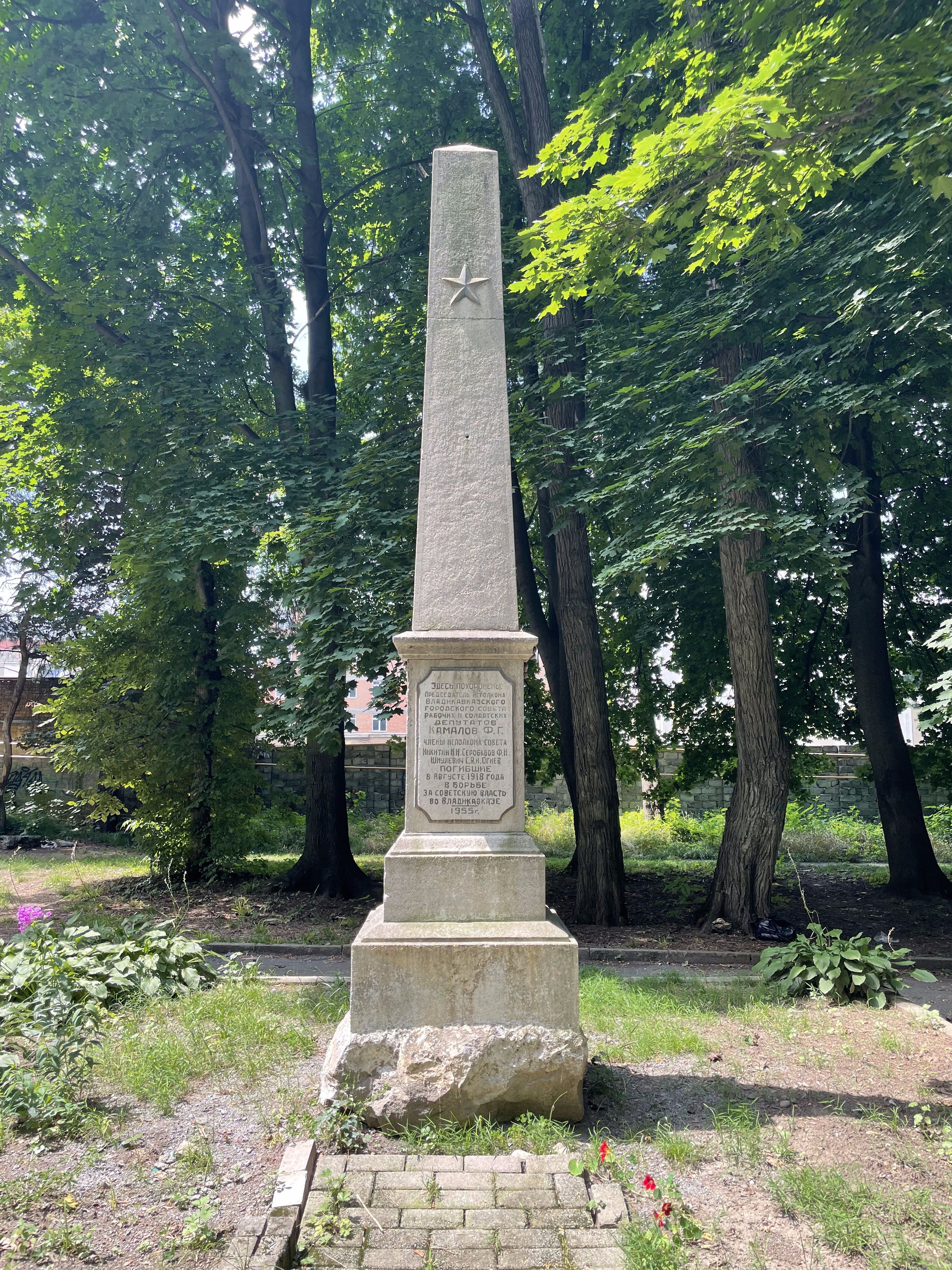
Братская могила в Комсомольском парке, Владикавказ

Фома́ Гео́ргиевич Кама́лов (1890—1918) — активный участник революционного движения в Закавказье, председатель исполкома Владикавказского совета.

## Биография
Родился в 1890 году в Тифлисе. В 1910 году окончил коммерческое училище. С 1910 года обучался на медицинским факультете Киевского университета. С 1913 года занимался партийной деятельностью в Тифлисе. В 1914 году за революционную деятельность дважды сидел в тюрьме Метехского замка, постоянно подвергался гонениям. В последующем продолжал революционную деятельность в Харькове и Саратове. С 1917 года — в Тифлисе.
После февральской революции 1917 года возвратился в Тифлис, но меньшевистские власти Грузии выслали его в феврале 1918 года за пределы Грузии. Возвратился во Владикавказ и вместе с местными большевиками боролся за установление Советской власти на Тереке, был непосредственным участником всех происходящих здесь событий.
С апреля 1918 года — председатель Исполкома Владикавказского городского Совета рабочих и солдатских депутатов. В августе 1918 года был арестован вошедшим в город белогвардейским отрядом под командованием Бичерахова и после пыток расстрелян.

## Память
- Параллельно улице Зортова расположена улица, названная именем Ф. Г. Камалова — одного из видных борцов за Советскую власть на Тереке.
- Похоронен в братской могиле в Комсомольском парке, которая является объектом культурного наследия регионального значения.